# Attentatet i San Bernardino 2015
Attentatet i San Bernardino 2015 utspelades då Syed Rizwan Farook och hans hustru Tashfeen Malik klockan 10.58 gick in på en årlig konferens som skulle övergå i julfest för de anställda i San Bernardino Countys sektion för folkhälsa och öppnade eld den 2 december 2015. Syed Rizwan Farook var själv anställd på sektionen och hade deltagit i dagens första punkter, men lämnat tidigare.
Han återkom med sin hustru, båda iklädda stridsmundering, maskerade med balaklavor och beväpnade med automatkarbiner och pistoler. Under några minuter avfyrade de över hundra skott vilka dödade 14 personer och sårade ytterligare 24 medan personer försökte fly ut eller barrikaderade sig i andra rum i byggnaden. Efter två-tre minuter flydde paret i en stadsjeep. De lämnade efter sig en väska med tre rörbomber och fjärrutlösare som inte fungerade eller inte aktiverades. Fyra polismän anlände och kunde inte omedelbart hjälpa offren då de först genomsökte byggnaden efter skyttarna och sprängladdningar. Gärningsmännen dödades i en eldstrid med polis under eftermiddagen.
Syed Rizwan Farook och Tashfeen Malik hade båda muslimsk bakgrund. Syed Rizwan Farook var född i USA och amerikansk medborgare med pakistanska rötter och hans hustru var från Pakistan, men hade uppehållstillstånd i USA. De hade radikaliserats flera år innan attentatet och i privata meddelanden med varandra diskuterat martyrskap och jihad. De hade tidigare planerat andra attentat och inför attentatet i San Bernadino övade de skytte i ett år.
Enligt FBI:s utredning var paret inspirerade av terrordåd utförda av Al Qaida och Islamiska staten, men de sågs inte som medlemmar i något sådant nätverk eller terroristcell, men en vän till paret hjälpte dom att anskaffa vapen och hade diskuterat terrodåd med dom.